# Jan de Vries (Philologe)

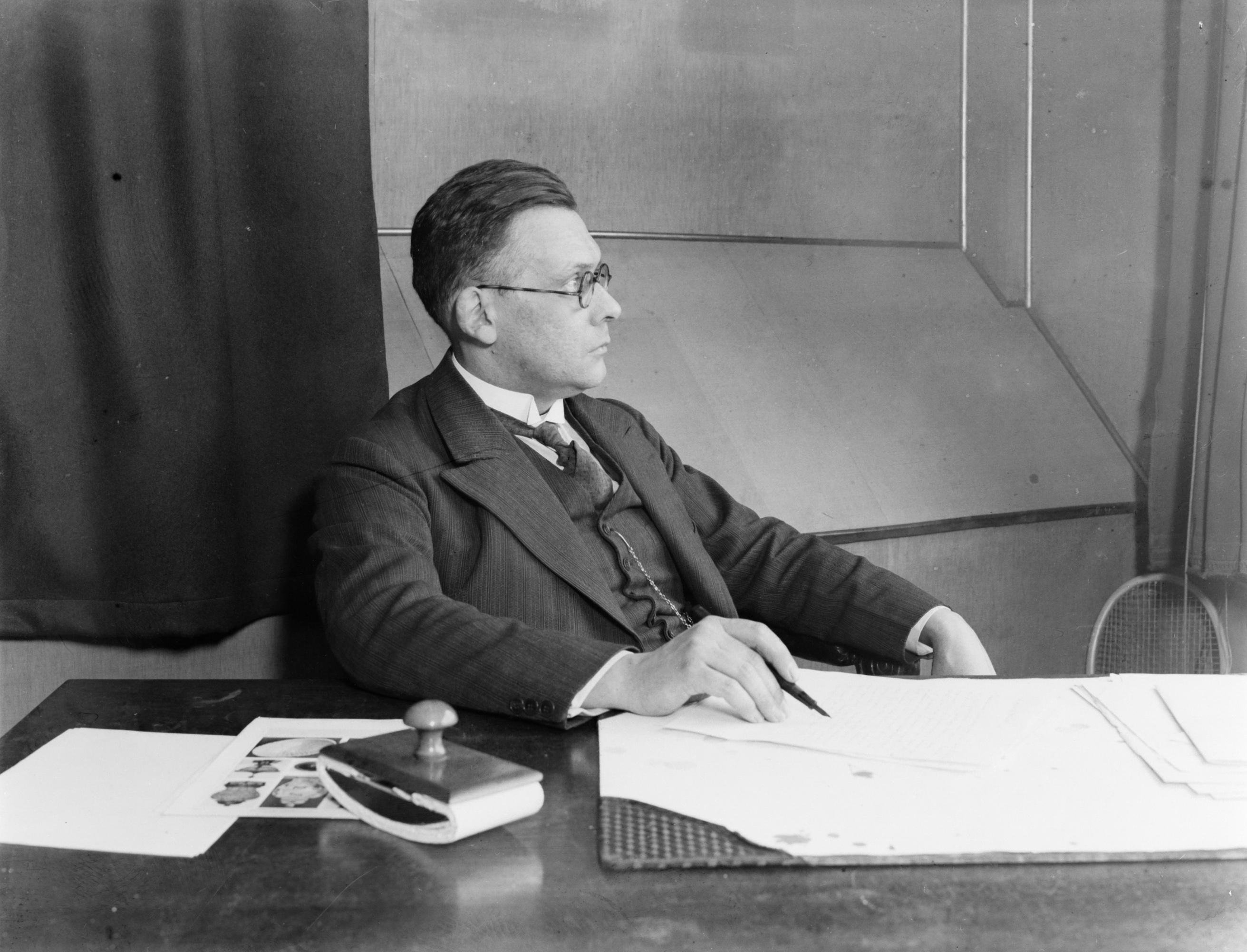
Jan de Vries (1932)

Jan Pieter Marie Laurens de Vries (* 11. Februar 1890 in Amsterdam; † 23. Juli 1964 in Utrecht) war ein niederländischer Mediävist, Linguist, Lexikograph und Religionswissenschaftler.
De Vries war einer der fachlich versiertesten Altgermanisten seiner Zeit, seine Beiträge zur sogenannten „Germanischen Altertumskunde“, zur Religions-, Sprach- und Literaturwissenschaft sind wissenschaftliche Standardliteratur und Referenz, wenn auch die Ergebnisse der neueren Forschung seine Schlussfolgerungen teilweise revidieren. Besonderes Interesse brachte er der Etymologie, Mythologie, Religionsgeschichte und Ortsnamenforschung entgegen.

## Biografie
Jan de Vries studierte in Amsterdam Niederländisch, Altgermanisch, Sanskrit, Prakrit und Pali und wurde 1915 promoviert. Von 1914 bis 1918 war er Offizier in den Niederländischen Streitkräften. Von 1919 bis 1926 war er als Niederländischlehrer an einer höheren Schule in Arnheim tätig. Von 1925 bis 1945 lehrte er als Professor für germanisches Altertum an der Universität Leiden.
Während des Zweiten Weltkrieges sah de Vries die deutsche Besatzung als Möglichkeit der Schaffung einer neuen Ordnung auch in den Niederlanden. Von 1940 bis 1941 war er Vorsitzender des schon seit dem 19. Jahrhundert bestehenden „Algemeen-Nederlands Verbond“, der den kulturellen Austausch zwischen den Niederlanden und Flandern förderte. De Vries war Vizepräsident des unter deutscher Ägide gegründeten „Nederlandse Kultuurraad“ und wurde 1942 zum Leiter eines „Instituts für niederländische Sprache und Volkskultur“ in Den Haag berufen. Er arbeitete mit dem Ahnenerbe der SS zusammen, wurde aber von leitenden Personen misstrauisch behandelt, da er sich gegen eine vom Ahnenerbe propagierte Überlegenheit der „germanischen Rasse“ wandte. Zudem bezweifelte er die von NS-Ideologen behauptete germanische geistige Kontinuität vom Altertum bis in die Neuzeit. Auch betonte de Vries die niederländische Eigenständigkeit in Sprache und Kultur entgegen den pangermanischen Bestrebungen der NS-Ideologie. Im September 1944 verließ de Vries die Niederlande und ging nach Leipzig, wo er bei dem Germanisten und Freund Theodor Frings als Dozent eine Stelle erhielt. Durch die Fürsprache des Leiters der „Germanischen Leitstelle“ des Ahnenerbes der SS, Hans Ernst Schneider, erhielt de Vries ein halbjähriges Stipendium der Deutschen Forschungsgemeinschaft, das im Frühjahr 1945 noch einmal um sechs Monate verlängert wurde. 1943 erhielt er den Rembrandt-Preis der Stiftung F.V.S., verliehen durch die Universität Hamburg (überreicht in Hamburg im Herbst 1944).
1946 verlor de Vries als Kollaborateur seine Professur in Leiden. Seine Mitgliedschaft in der Königlich Niederländischen Akademie der Wissenschaften wurde für beendet erklärt. Er wurde interniert und 1948 in einem Prozess der geistigen Kollaboration für schuldig befunden. Die Haftstrafe war mit der Internierung abgegolten.
Von 1948 bis 1955 arbeitete Jan de Vries als Lehrer. Weiterhin publizierte er in internationalen Fachperiodika, insbesondere deutschsprachigen, zu seinen Forschungsschwerpunkten. In dieser Zeit verfasste er ein Buch zur Keltischen Religion und fertigte die zweite und überarbeitete Auflage seiner „Altgermanischen Religionsgeschichte“ an, danach die „Altnordische Literaturgeschichte“ und sein „Altnordisches Etymologisches Wörterbuch“.
Seine Beiträge zur Diskussion um die Genese der Germanischen Heldensage schließen sich mit denen von Franz Rolf Schröder, Hermann Schneider und Hans Kuhn in der Abwendung beziehungsweise Korrektur des von Andreas Heusler entworfenen strengen Systems einer reinen Literarität der Heldensage an. De Vries wie Schröder hoben wieder die mythischen Anbindungen beziehungsweise die mythische Basis der Heldensage hervor.

## Veröffentlichungen (Auswahl)
Monographien
- Die geistige Welt der Germanen. Halle a.d. Saale 1943. (3. Aufl. Darmstadt 1964).
- Altgermanische Religionsgeschichte I. (= Grundriß der Germanischen Philologie; 12,1), 2., völlig neu bearbeitete Auflage der Ausgabe von 1935, Berlin 1956. (3. unveränderte Auflage Berlin/New York 1970 [Reprint 2010])
- Altgermanische Religionsgeschichte II. (= Grundriß der Germanischen Philologie; 12,2), 2., völlig neu bearbeitete Auflage der Ausgabe von 1936, Berlin 1957. (3. unveränderte Auflage Berlin/New York 1970 [Reprint 2010])
- Etymologisch Woordenboek. Waar komen onze woorden en plaatsnamen vandaan? Utrecht-Antwerpen 1958.
- Kelten und Germanen. (= Bibliotheca Germanica; 9), Bern 1960.
- Heldenlied und Heldensage. (= Sammlung Dalp; 78), Bern 1961.
- Altnordisches etymologisches Wörterbuch. Leiden 1961. (2. verbesserte Auflage 1962, 3. unveränderte Auflage [Reprint] 1977)
- Keltische Religion. (= Die Religionen der Menschheit. Band 18). Stuttgart 1961 [Reprint 2003].
- Forschungsgeschichte der Mythologie. Orbis academicus I, 7. Verlag Karl Alber, Freiburg/München 1961.
- Woordenboek der Noord- en Zuidnederlandse plaatsnamen. Utrecht-Antwerpen 1962.
- Altnordische Literaturgeschichte I. (= Grundriß der Germanische Philologie; 15), 2., stark überarbeitete Auflage der Ausgabe von 1941, Berlin 1963. (3. unveränderte Auflage in einem Band mit einem Vorwort von Stefanie Würth, Berlin/New York 1999 [Reprint 2012])
- Altnordische Literaturgeschichte II. (= Grundriß der Germanischen Philologie; 16), 2. stark überarbeitete Auflage der Ausgabe von 1942, Berlin 1964. (3. unveränderte Auflage in einem Band mit einem Vorwort von Stefanie Würth, Berlin/New York 1999 [Reprint 2012])
- Kleinere Schriften. Herausgegeben von Klaas Heeroma, Andries Kylstra, Berlin 1965 [Reprint 2012].

Beiträge
- Die westnordische Tradition der Sage von Ragnar Lodbrok. In: Zeitschrift für deutsche Philologie 53 (1928), S. 257–302.
- Contributions to the study of Othin especially in his relation to agricultural practices in modern popular lore. In: Folklore Fellows’ Communications, 94 (1931).
- The problem of Loki. In: Folklore Fellows’ Communications, 110 (1932).
- Om Eddaens Visdomsdigtning. In: Arkif för Nordisk Filologi 50 (1934), S. 1–59.
- Harald Schönhaar in Sage und Geschichte. In: Beiträge zur Geschichte der deutschen Sprache und Literatur 66 (1942), S. 55–117.
- Das Motiv des Vater-Sohn-Kampfes im Hildebrandslied. In: Germanisch-Romanische Monatsschrift 34 (1953), S. 257–274; Ogam 9 (1957), S. 122–138. Wieder in: Karl Hauck (Hrsg.): Zur germanisch-deutschen Heldensage. (= Wege der Forschung 14) Darmstadt 1965, S. 248–284.
- Die Starkadsage. In: Germanisch-Romanische Monatsschrift 36 (1955), S. 281–297.
- Der Mythos von Balders Tod. In: Arkif för Nordisk Filologi 70 (1955), S. 41–60.
- Homer und das Nibelungenlied. In: Archiv für Kulturgeschichte 38 (1956), S. 1–19. Wieder in: Karl Hauck (Hrsg.): Zur germanisch-deutschen Heldensage. (= Wege der Forschung; 14), Darmstadt 1965, S. 393–415.
- Die Sage von Wolfdietrich. In: Germanisch-Romanische Monatsschrift 39 (1958), S. 1–18.
- Das zweite Guðrúnlied. In: Zeitschrift für deutsche Philologie 77 (1958), S. 176–199.
- Theoderich der Große. In: Germanisch-Romanische Monatsschrift 42 (1961), S. 319–330.
- Germanic and Celtic Heroic Traditions. In: Saga-Book 16 (1962–1965), S. 22–40.
- Celtic and Germanic Religion. In: Saga-Book 16 (1962–1965), S. 109–123.